# Destiny (datorspel)
Destiny är ett MMO-actionrollspel utvecklat av Bungie och gavs ut av Activision den 9 september 2014 till Playstation 3, Playstation 4, Xbox 360 och Xbox One. Spelet utspelar sig i en öppen, mytisk science-fiction-värld.

## Rollista
- Nolan North - Ghost
- Bill Nighy - The Speaker
- Lauren Cohan - EXO Stranger
- Brandon O'Neill - Crow
- Kirsten Potter - The Queen
- Gina Torres - Ikora Rey / Warlock Vanguard
- Lance Reddick - Commander Zavala / Titan Vanguard
- Nathan Fillion - Cayde-6 / Hunter Vanguard
- Lennie James - Lord Shaxx
- Shohreh Aghdashloo - Lakshmi-2 / Future War Cult Merchant
- Peter Stormare - Arach Jalaal / Dead Orbit Merchant
- James Remar - Executioner Hideo
- Erick Avari - Master Rahool
- Claudia Black - Tess Everis / Special Orders
- Peter Jessop - Guardian EXO Male
- Cree Summer - Guardian EXO Female
- Crispin Freeman - Guardian Awoken Male
- Grey DeLisle - Guardian Awoken Female
- Matthew Mercer - Guardian Human Male
- Susan Eisenberg - Guardian Human Female
- John DiMaggio - Banshee-44 / City Civilian
- Courtenay Taylor - Amanda Holliday / City Civilian / Ship Comm. / City PA
- Keith Ferguson - Lord Saladin / City Civilian
- April Stewart - Petra Venez / Awoken Pilot / City Civilian
- Fred Tatasciore - City Civilian / Xur / Ancient Firewall
- David Lodge - City Civilian / City Vendor
- Nika Futterman - Eva Levante - Guardian Outfitter / Roni 55-30 / Kadi 55-30 / City Vendor Frame / City PA
- Dominic Keating - Xander 99-40 / Arcite 99-40 / City Vendor Frame